# Harriet Dart
Harriet Dart (født 28. juli 1996 i London, Storbritannien) er en professionel kvindelig tennisspiller fra Storbritannien.